# پولترونا فراو
پولترونا فراو (انگلیسی: Poltrona Frau) یک تولیدکنندۀ مبلمان است که در سال ۱۹۱۲ میلادی توسط رنزو فراو متولد ساردینیا در تورین، ایتالیا تأسیس شد، که دفتر مرکزی آن از اوایل دههٔ ۱۹۶۰ میلادی در تولنتینو، ایتالیا و متخصص در صندلی‌های چرمی برای کاربردهای داخلی و خودرو است. نام شرکت ترکیبی از «پولترونا»، کلمه ایتالیایی به معنی صندلی، و «فراو»، نام‌خانوادگی بنیانگذار آن است.
این شرکت به دلیل استانداردهای کیفی جامع خود، از یک فرآیند دباغی ۲۱ مرحله‌ای چرم (در مقایسه با استاندارد صنعتی که از ۱۲ تا ۱۵ مرحله متغیر است) استفاده می‌کند که در آن دانه-کامل-چرم رنگ می‌شود، بنابراین یک خراش سطحی، آستر زیر آن را آشکار نمی‌کند. ۹۵ درصد محصولات این شرکت با دست ساخته می‌شود.
در سال ۲۰۰۴ میلادی، پولترونا فراو شرکت ایتالیایی مبلمان کاپلینی را خریداری کرد، و گروه پولترونا فراو اکنون شامل مارک‌های پولترونا فراو، کاپلینی، کاسینا، آلیاس، نمو لایتینگ، چرامیکا فلامینیا و فیش دیزاین است. در سال ۲۰۱۴ میلادی، گروه هاورث مستقر در ایالات متحدهٔ آمریکا یک سهام کنترلی را در پولترونا فراو خریداری کرد.
از اوایل سال ۲۰۱۴ میلادی، این شرکت دارای ۷۰ فروشگاه با نام تجاری در ۶۵ کشور جهان است.